# Грамада (Болгарія)
Грамада (болг. Община Грамада) — община у Болгарії. Входить до складу Видинської області. Населення становить 1 995 осіб (станом на 15 березня 2016 р.). Адміністративний центр громади — однойменне місто.

## Населення і склад громади
| Назва        | Станом на 2011 р. | Станом на 2015 р. | Площа (км²) | Густота (осіб/км²) |
| ------------ | ----------------- | ----------------- | ----------- | ------------------ |
| Бояново      | 12                | 10                | 6,010       | 1.66               |
| Бранковці    | 116               | 104               | 22,609      | 4.6                |
| Водна        | 73                | 56                | 18,143      | 3.09               |
| Грамада      | 1454              | 1497              | 65,807      | 22.75              |
| Милчина Лика | 51                | 48                | 11,453      | 4.19               |
| Срацимирово  | 72                | 36                | 13,165      | 2.73               |
| Тошевці      | 170               | 195               | 29,424      | 6.63               |
| Разом        | 2007              | 1995              | 184,213     | 10.83              |